# Josep Valls
Josep Valls Royo (Barcelona, 1904 - El Havre, Francia, 1999) fue un compositor y violoncelista español. 

## Biografía
Inició sus estudios musicales en el Orfeón Catalán con Joan Salvat, donde ingresó como cantante. Posteriormente cursó estudios de violoncelo en la escuela municipal de música, donde tuvo a los profesores Enric Morera, Lluís Millet y Josep Soler Ventura. En 1924 se trasladó a París para huir del servicio militar y allí continuó los estudios de composición e la Schola Cantorum con Vincent d’Indy y más tarde con Albert Roussel. Mientras tanto se ganó la vida como violoncelista. Su amigo Josep Carner, cónsul en Le Havre, le ofreció el cargo de vicecónsul. En 1934 se casó con Pâquerette Delille [Marguerite Delille Lebourhis] y en 1937, durante la audición de su Concert per a quartet de corda i orquestra, en París, conoció a Robert Gerhard. Cuando estalló la Guerra Civil regresó a Cataluña, luchando junto a los republicanos. En 1939, huyedo a Francia del avance nacional, permaneció en el campo de Argelers y posteriormente el campo de Barcarès. Finalmente regresó a Le Havre, donde residió, dedicándose a la composición musical. 
En 1939, durante el Festival de Música Contemporánea celebrado en Varsovia, se interpretó su Sinfonía dedicada a la memoria de Juli Garreta.
El fondo personal de Josep Valls se conserva en la Biblioteca de Cataluña.

## Obra

### Partituras
- Cant d'una presència, para barítono y orquesta (1957), letra de J. Carner.
- Cant de Simeó, voces, coro y orquesta (1981).
- Càntic de Débora, oratorio (1976).
- Càntic dels tres joves al mig del foc (1975).
- Cants I, para dos conjuntos de cuerda(1960).
- Cants II, para orquesta (1965).
- Concerto per deux violini, viola, violoncello ed orchestra (1931).
- Concert per a violoncel i orquestra (1943).
- Entremesos, ballet (1953?).
- Estances, para barítono y orquesta (1967), letra de Carles Riba. Contiene: Vora el torrent que fuig; Illes del somi; L'impossible desig; Rosa; Hem estat com la get)
- Flauta de Jade I i II, para voz y orquesta (1968), letras de J. Carner y Marià Manent.
- El fotògraf, ballet (1943?).
- Humoresca (1984).
- La inútil ofrena, lletra de J. Carner (1923).
- Jocs a l'aire lliure, para orquesta (1986).
- Jocs d'infants : cinc peces breus per a orquestra (1928).
- Jovenívoles, piezas breves para piano (1985).
- Ostinati, para piano (1970).
- Quartet de corda, núm. 1 (1950).
- Quartet de corda, núm. 2 (1955).
- Quatre cançons per a veu i piano (1945), letra de Jacinto Verdaguer. Contiene: Lo violí de Sant Francesc, Espines, Rosalia i La rosa de Jericó.
- Sinfonia (1935). Dedicada a Juli Garreta.
- Sonata per a violí i piano (1977).
- Sonata per a violoncel i piano (1993?).
- Suite en sol para piano y cuerda.
- Suite pour cordes (1971).
- Tres cançons populars catalanes (1938). Contiene: El maridet, L'enyor i Els tres tambors.
- Trio de cordes (1983).

### Edicions
- Concerto per deux violini, viola, violoncello ed orchestra. París: Maurice Senart, [ca. 1933].

### Textos
- Le chant populaire en Catalogne et la generation musical contemporaine.
- «Intermezzo culinaire». La Lettre 10. noviembre de 1956.
- Musique visuelle.
- Verdaguer i els musics.

## Reconocimientos
- 1918 - Premio del VI Concurs d'Història de Catalunya otorgado por la Associació Protectora de l'Ensenyança Catalana.
- 1928 - Premio de la Fundació Concepció Rabell per l'obra Jocs d'infants.
- 1932 - Premio Internacional Edward Garret Mac Collin de The Musical Fund Society de Filadelfia por su obra Concert para 2 violines, viola, violoncelo y orquesta, que estrenaron en París la Orchestre Lamoureux y el Cuarteto Calvet.
- 1935 - Premio Juli Garreta de la Generalidad de Cataluña per l'obra Sinfonía.[4]
- 1948 - Premi Nicolau de los Jocs Florals de la Llengua Catalana celebrados en París.
- 1975 - Premio de la Fundació Güell por la obra Variacions per a violocel sol.[5]
- 1976 - Premio de la Fundación Güell por la obra Càntic de Dèbora.[6][7]
- 1984 - Premio Isaac Albéniz de la Generalidad de Cataluñapor la obra Humoresca.